# August Cappelen

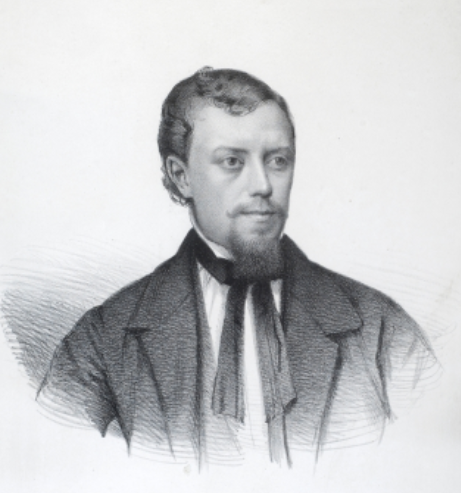
August Cappelen, 1850, Lithografie von Bernhard Höfling

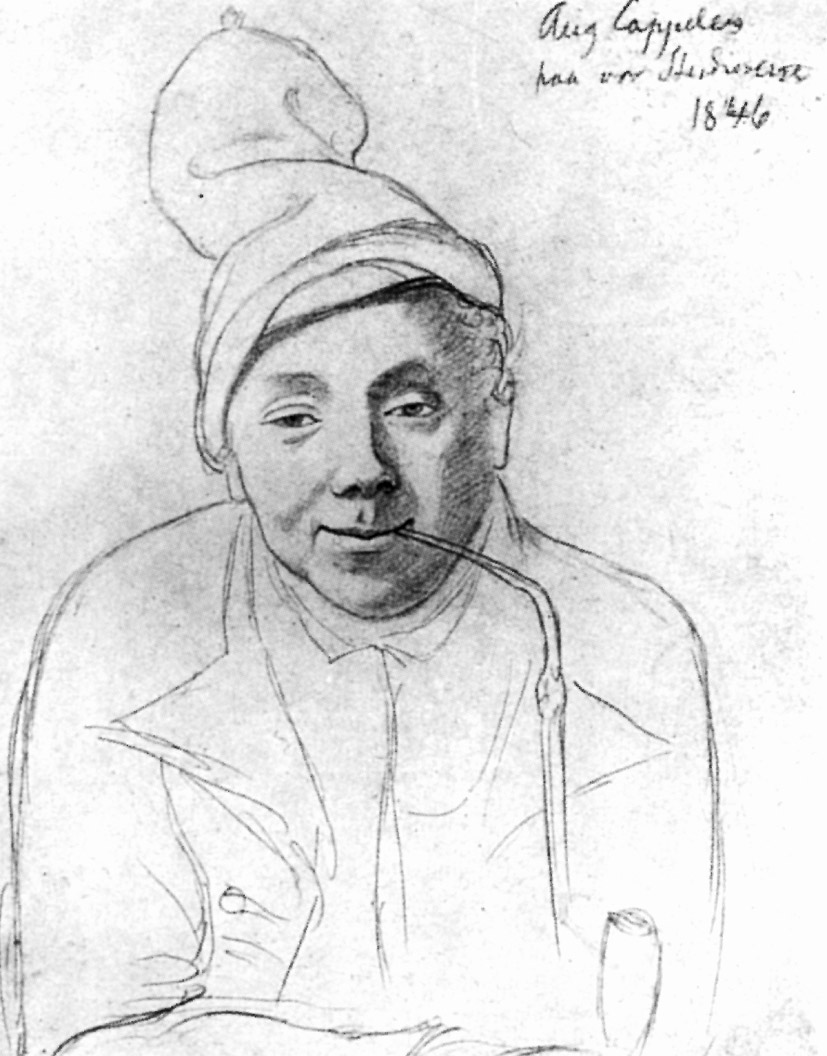
August Cappelen, Zeichnung von Hans Fredrik Gude, 1846

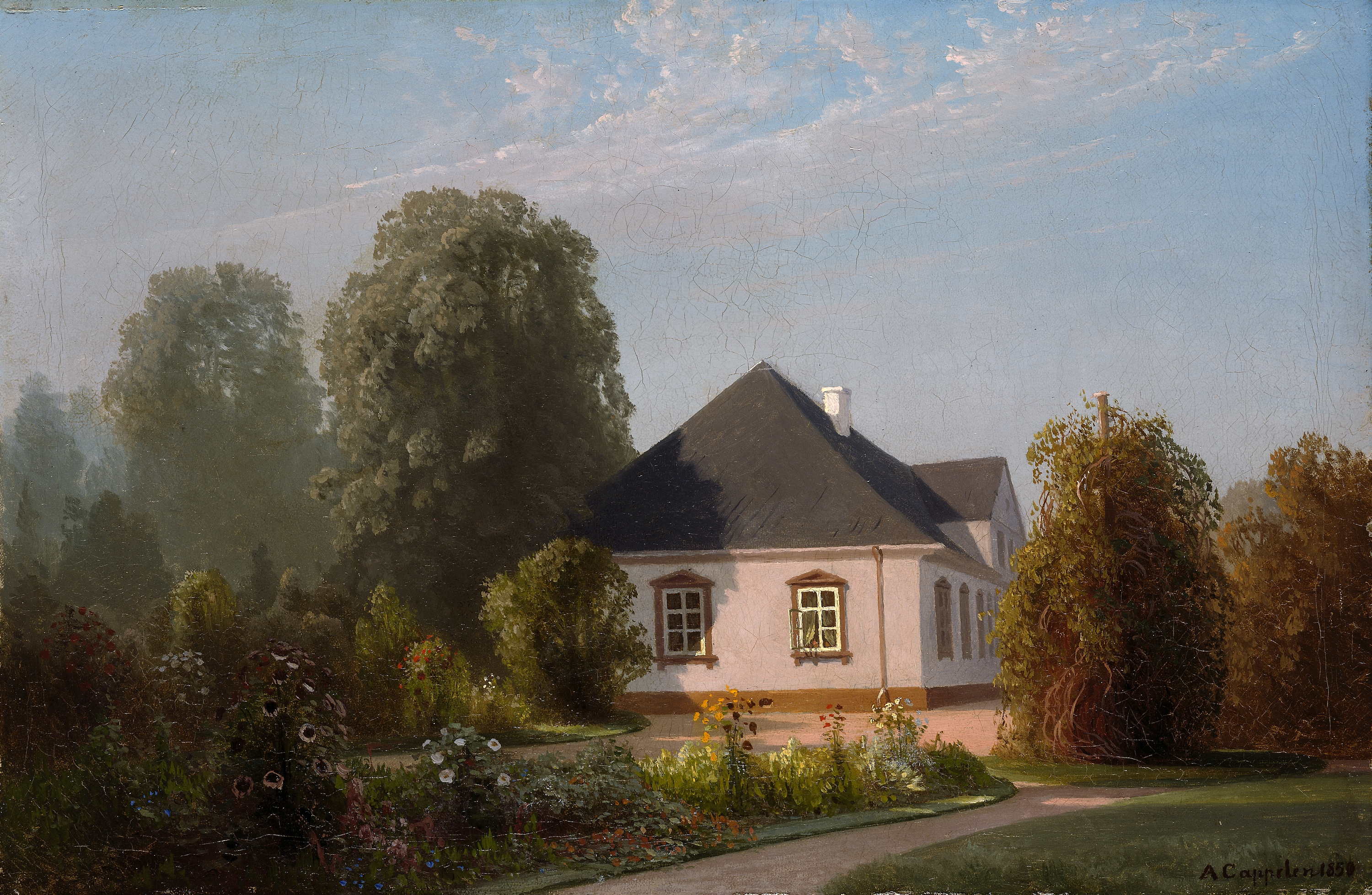
Cappelens Familiengut Holden, Ulefoss, Norwegen, gemalt von Cappelen im Jahr 1850, Nationalmuseum Oslo, Norwegen

Herman August Cappelen (* 1. Mai 1827 in Skien, Telemark; † 8. Juli 1852 in Düsseldorf) war ein norwegischer Maler der Düsseldorfer Schule.

## Leben

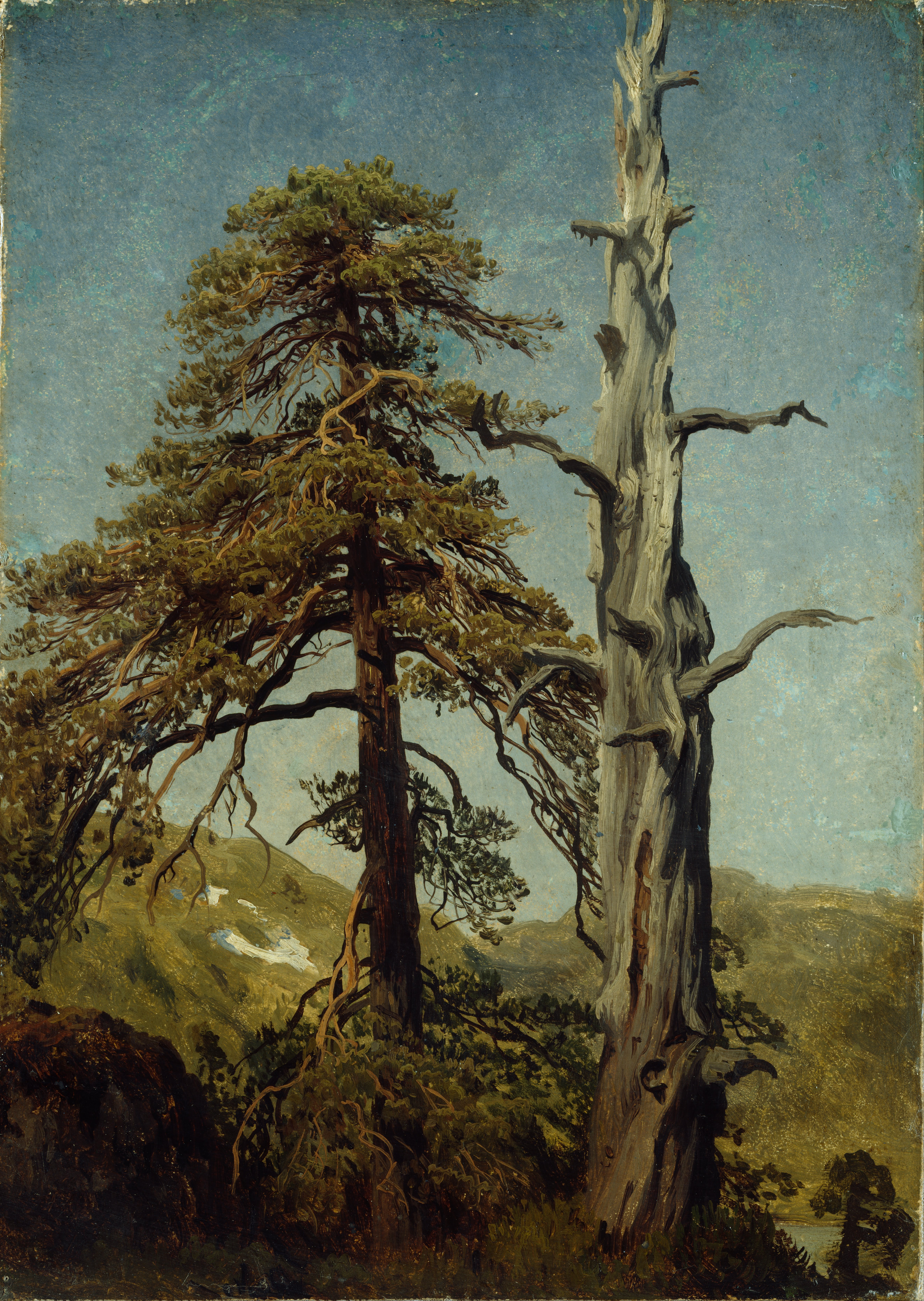
Baumstudie, 1850. Öl auf Papier auf Leinwand, 35 × 25 cm, Nationalmuseum Oslo, Norwegen

Cappelen wuchs als Sohn des Eisenhüttenbesitzers Diderik von Cappelen (1795–1866) und der Edel Severine Margrethe Henriette Løvenskiold (1796–1866), einer Schwester des Staatsministers Severin Løvenskiold, auf dem Gutshof Holden bei Ulefoss auf. Nachdem er 1845 in Skien die Schule beendet hatte, ging er für ein Universitätsstudium nach Christiania, wo er Hans Fredrik Gude kennenlernte, der ihm empfahl, mit ihm nach Preußen auf die Kunstakademie Düsseldorf zu gehen. In den Jahren 1845/1846 bzw. 1849/1850 ging er dort bei Johann Wilhelm Schirmer in die Klasse für Landschaftsmalerei. Schirmer, mit dem er ein gutes Schüler-Lehrer-Verhältnis hatte, prägte Cappelen durch seine Ideallandschaften und seine Techniken der Komposition. 1850 bis 1852 war er Mitglied des Künstlervereins Malkasten.
Cappelen unternahm mehrere Studienreisen, im Sommer 1846 zusammen mit Gude und Johan Fredrik Eckersberg nach Gudbrandsdalen und Bøverdalen, im Sommer 1847 nach Sogn und Hardanger. Cappelens Hinweisen auf malerische Waldmotive folgte der Maler und Schirmer-Schüler August Becker bei seiner zweiten Norwegenreise. Die Maler August Leu und Georg Saal begleiteten jenen dabei. Bei einem längeren Aufenthalt in Ulvik trafen sie sich alle wieder. Während der Deutschen Revolution 1848/1849 reiste Cappelen wie viele Norweger nach Hause. Im März 1849 erlebte er im Christiania Theater bei einer Wohltätigkeitsveranstaltung ein Hauptereignis der norwegischen Nationalromantik, als zu einem Text von Andreas Munch und zu einer Musik von Halfdan Kjerulf das Gemälde Brudeferd i Hardanger (Brautfahrt auf dem Hardangerfjord), das 1848 von den Malern Gude und Adolph Tidemand in Düsseldorf komponiert worden war, als Bühnenbild gezeigt wurde.
Cappelen starb 25-jährig in Düsseldorf, wohl an einem Tumor im Unterleib, der ihm seit dem Frühjahr 1852 Beschwerden bereitet hatte. Nach einer temporären Bestattung in Düsseldorf ließ seine Familie seinen Leichnam nach Norwegen überführen.

## Werk (Auswahl)
Cappelens bevorzugte Bildmotive waren Waldlandschaften, wie er sie bereits in seiner Jugend aus der Umgebung des Familiengutes Holden kannte. Als Romantiker interessierten ihn urwüchsige, mysteriöse Wälder mit wilden, zerrissenen und vermodernden Baumgebilden. Auf dem Totenbett soll er von südamerikanischen Urwäldern phantasiert haben. Sein letztes Bild, der Sterbende Urwald, das ein fast apokalyptisch anmutendes Szenario aus Tod und Verfall zeigt, blieb unvollendet. Es belegt seine stimmungsbetonte und eigenständige Anwendung der Farben. Die Wahl und die Ausführung seiner Baummotive hatten Einfluss auf die Maler Morten Müller und Erik Bodom, die das Atelier mit ihm teilten, auf Marcus Larson und Lars Hertervig, etwa auf dessen Bild Skogstjern (Waldsee) von 1865.
- Baumstudie, 1850, Nationalmuseum Oslo
- Studie eines verwesenden Baumstammes, 1851, Nationalmuseum Oslo
- Nach dem Unwetter, 1851
- Wasserfall in Telemark, 1852, Nationalmuseum Oslo
- Der See Svarttjern (Schwarzer Teich), 1852, Privatsammlung
- Utdøende urskog (Sterbender Urwald, Verfallender Wald), 1852, Nationalmuseum Oslo

## Galerie

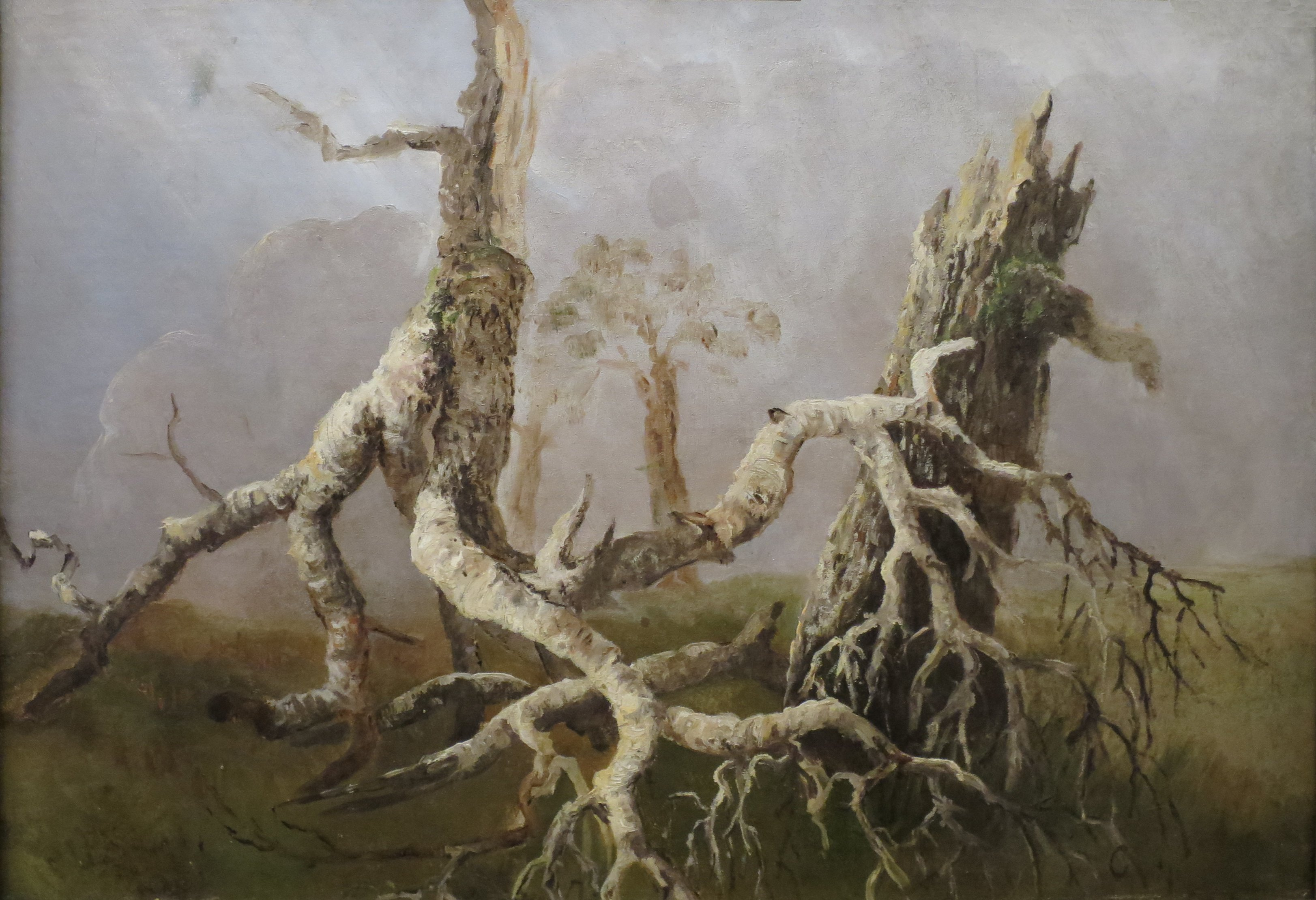
Sterbender Urwald, wahrscheinlich 1851, Rasmus Meyers Samling, Bergen, Norwegen
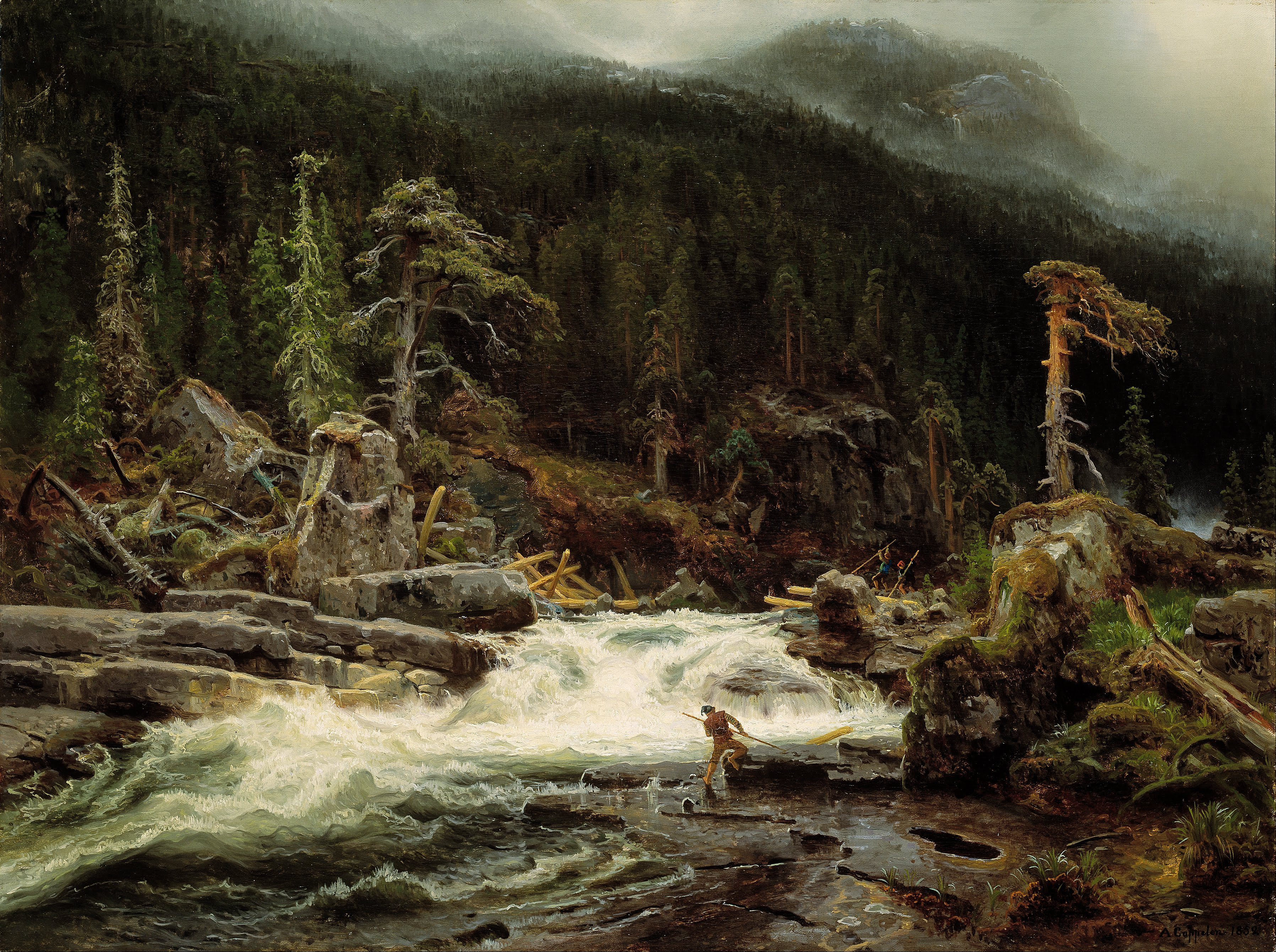
Wasserfall in Telemark, 1852, Nationalmuseum Oslo, Norwegen
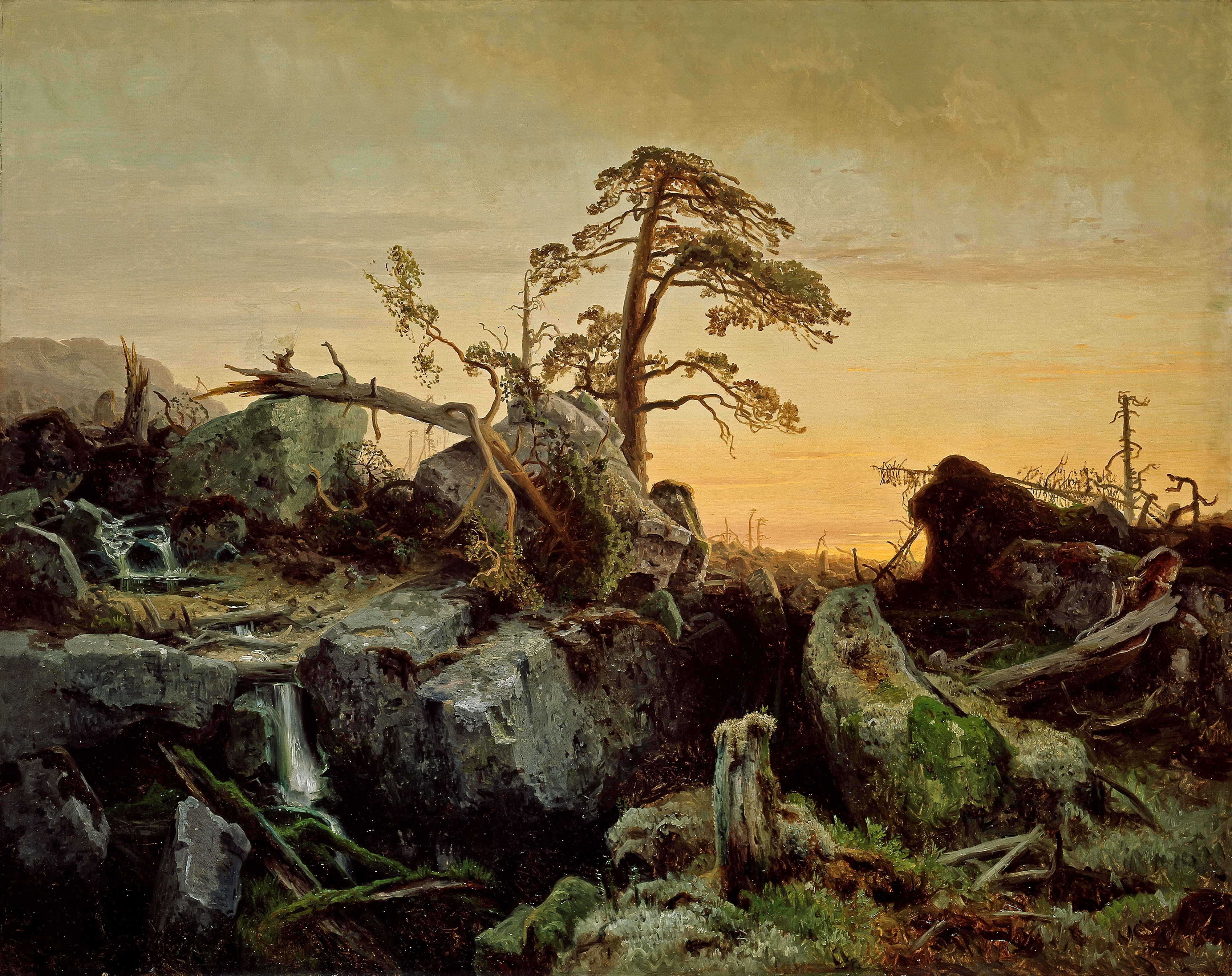
Sterbender Urwald (unvollendet), 1852, nicht signiert, Öl auf Leinwand, 130,5 × 164 cm, Nationalmuseum Oslo, Norwegen
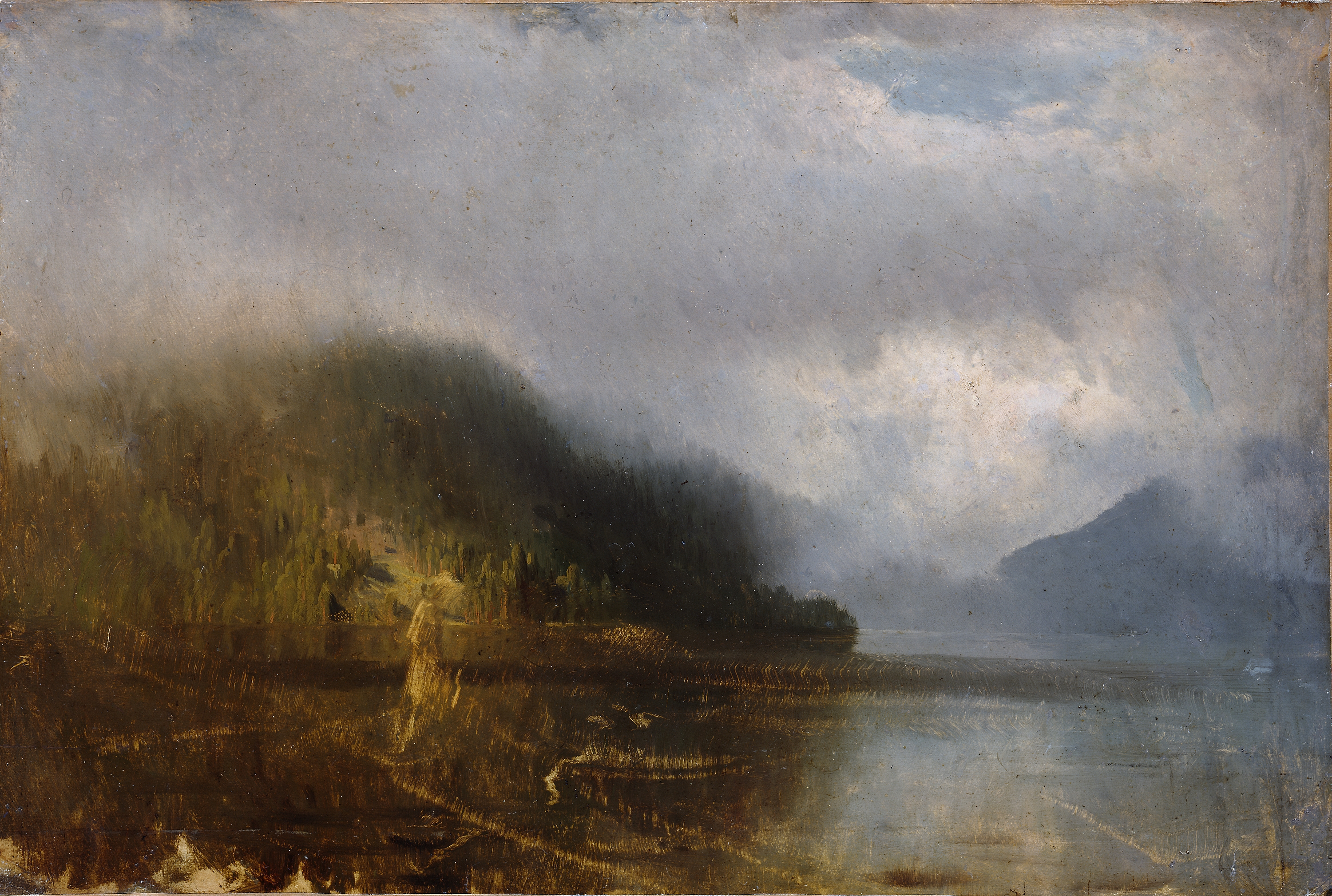
Waldsee mit Nebel, ohne Jahr, Öl auf Papier auf Leinwand, 32 × 47,5 cm, Nationalmuseum Oslo, Norwegen